# Stabilità statica longitudinale
La stabilità statica longitudinale è la capacità di un velivolo di riguadagnare un precedente assetto di equilibrio longitudinale una volta esaurito l'effetto di una piccola perturbazione che agisca nel piano di beccheggio del velivolo stesso.

## Equilibrio statico longitudinale

Grafico delle forze (in rosso) e dei relativi momenti attorno al centro di massa (in blu) per un velivolo in equilibrio statico longitudinale.

Perché un velivolo in volo rettilineo livellato sia in equilibrio statico longitudinale, le sommatorie delle forze nel piano longitudinale di simmetria (X-Z) e dei momenti intorno all'asse di beccheggio (Y) devono essere nulle:
{\displaystyle {\begin{cases}\sum \mathbf {F} _{XZ}=0\\\sum \mathbf {M} _{Y}=0\end{cases}}}
Semplificando il modello e considerando solo le forze principali, la portanza sarà quindi pari alla forza peso, la resistenza alla spinta dei motori e i momenti generati da queste forze intorno all'asse trasversale baricentrico saranno a somma nulla.

## Stabilità statica longitudinale
Se la posizione di equilibrio viene perturbata, ad esempio da una raffica di vento che varia l'angolo di attacco, cambieranno di conseguenza le forze ed i momenti che agiscono sull'aeroplano. Qualora questa nuova configurazione di forze e momenti comportasse un ulteriore aumento (o un'ulteriore diminuzione) dell'angolo di attacco, l'aeroplano si allontanerà progressivamente dalla posizione di equilibrio che in questo caso si definisce staticamente instabile.
Se invece il velivolo ha la tendenza a mantenere una nuova posizione di equilibrio a seguito della perturbazione, si avrà una stabilità statica neutra.
D'altra parte, se il velivolo in seguito alla perturbazione svilupperà delle forze e momenti tali da riportarlo all'equilibrio precedente la perturbazione, si dirà che è staticamente stabile. Questa condizione può essere definita analiticamente considerando il rapporto tra la variazione del momento baricentrico longitudinale, conseguente ad una variazione dell'incidenza, e la variazione d'incidenza stessa:
{\displaystyle {\frac {dM_{Y}}{d\alpha }}}

In verde, indice di stabilità negativo (stabilità statica), in rosso positivo (instabilità statica) ed in blu neutro (stabilità neutra).

o, in termini adimensionali, considerando l'indice di stabilità statica longitudinale:
{\displaystyle {\frac {dC_{M_{Y}}}{d\alpha }}}
La condizione di stabilità statica longitudinale comporta che ad un aumento di incidenza si accompagni un momento picchiante e viceversa, ossia che:
{\displaystyle {\frac {dC_{M_{Y}}}{d\alpha }}<0}
Rappresentando questa condizione in un grafico (retta verde) ed indicando con {\displaystyle A} il punto di equilibrio, è agevole notare come in seguito ad un incremento di angolo di attacco (punto {\displaystyle B}) il velivolo tenderebbe a cabrare ma la contemporanea nascita di un momento longitudinale negativo ({\displaystyle {\overline {BC}}\ }, picchiante) riporta l'assetto da {\displaystyle B} ad {\displaystyle A}.
Gli elementi che condizionano fortemente la stabilità statica longitudinale del velivolo sono la posizione reciproca baricentro-fuoco dell’ala ed il rapporto volumetrico (ossia il rapporto tra il prodotto della superficie del piano di coda con la distanza del fuoco del piano di coda dal baricentro, fratto la superficie dell'ala moltiplicata per la sua corda) del piano orizzontale di coda. Agendo su questi parametri, il progettista può ottenere la pendenza desiderata dell'indice di stabilità.

### Velivoli con configurazione convenzionale

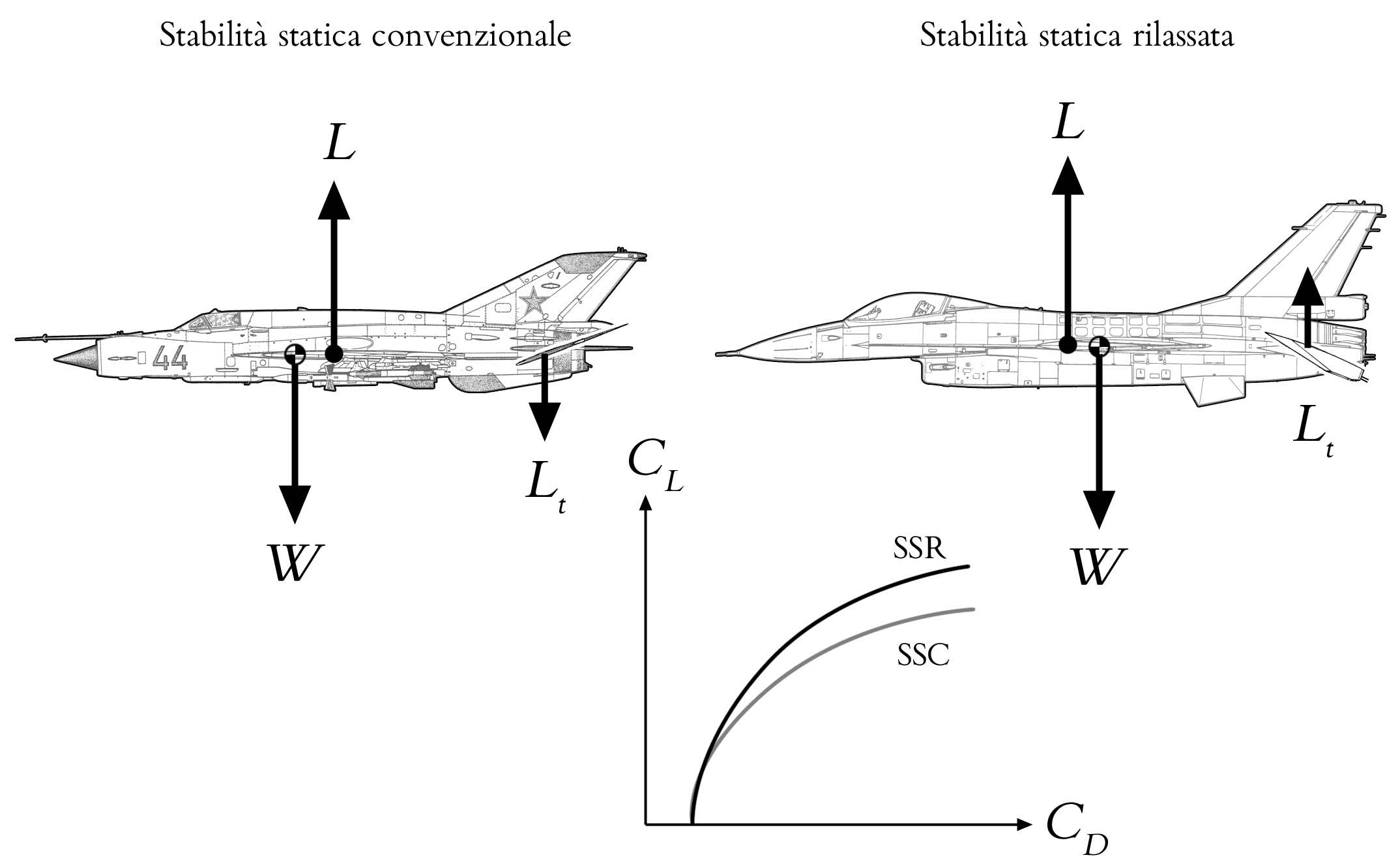
Grafico delle forze di un MiG-21 con stabilità statica convenzionale ed un F-16 con stabilità statica rilassata.

I velivoli tradizionali sono disegnati in modo da essere intrinsecamente stabili. Ciò significa che un aeromobile in equilibrio soggetto ad una piccola perturbazione deve tornare rapidamente all'equilibrio precedente una volta che la perturbazione sia cessata, senza l'intervento del pilota.
In questi velivoli, il baricentro è posto anteriormente al punto di applicazione della portanza mentre il piano di coda orizzontale genera una deportanza (trascurabile in modulo rispetto alla portanza e alla forza peso ma con un braccio notevole) che bilancia il momento picchiante dell'ala.
Considerando, per esempio, come perturbazione un piccolo incremento istantaneo dell'angolo di attacco del velivolo (dovuto magari ad una raffica di vento), la portanza aumenta, ma la diminuzione dell'angolo d'attacco del piano di coda riduce il momento a cabrare permettendo al velivolo di riguadagnare rapidamente l'assetto iniziale.

### Velivoli con stabilità statica rilassata
Quando invece il punto di applicazione della portanza si trova a monte del baricentro, si parla di stabilità statica rilassata. L'aereo tenderà ad alzare il muso e la coda dovrà essere portante per tenerlo in volo livellato o comunque stabilizzato.
Si tratta di una soluzione migliore della precedente, perché la portanza totale generata è maggiore: la portanza delle due superfici alari infatti si somma. Rende però l'aereo decisamente più instabile, e in genere richiede l'ausilio del pilota automatico per il pilotaggio.
Nel grafico sono riportati i valori del coefficiente di portanza (CL) e di coefficiente di resistenza (CD) delle due configurazioni.

### Velivoli canard

Grafico delle forze per una configurazione canard.

In un velivolo canard, il piano orizzontale è posto anteriormente all'ala principale e al baricentro, bilanciando il momento picchiante dell'ala con una portanza diretta verso l'alto. A differenza di un velivolo convenzionale in cui l'ala da sola genera tutta la portanza necessaria a bilanciare il peso e la piccola deportanza generata dal piano di coda, in un canard il piano orizzontale contribuisce in misura non trascurabile al sostentamento del velivolo.
Per quanto riguarda l'indice di stabilità statica del velivolo completo, la condizione impone che
{\displaystyle {\frac {dCm_{Y}}{d\alpha }}=-{\frac {l_{w}}{\overline {c_{w}}}}{\frac {dC_{Lw}}{d\alpha }}-{\frac {S_{c}l_{c}}{S_{w}{\overline {c_{w}}}}}{\frac {dC_{Lc}}{d\alpha }}<0}
Dove con {\displaystyle {l_{w}}} e {\displaystyle {l_{c}}} si indicano le distanze dal baricentro dei fuochi aerodinamici rispettivamente dell'ala e della superficie canard, con {\displaystyle {C_{Lw}}} e {\displaystyle {C_{Lc}}} i coefficienti di portanza dell'ala e della superficie canard, con {\displaystyle {S_{w}}} e {\displaystyle {S_{c}}} le aree, il tutto adimensionalizzato rispetto alla {\displaystyle {\overline {c_{w}}}}, corda media della superficie canard.
Dal momento che la posizione dell'aletta canard è posta anteriormente al centro di massa, {\displaystyle {l_{c}}} sarà negativo e quindi il contributo all'indice di stabilità del canard positivo (instabile). La stabilità statica, a differenza di una configurazione con piano di coda, sarà quindi garantita dall'ala principale.
Il rapporto volumetrico dell'aletta canard gioca un ruolo cruciale nella stabilità del velivolo, in quanto l'aletta dovrà generare abbastanza portanza da contrastare il momento picchiante dell'ala, ma il suo rapporto volumetrico dovrà essere inferiore ad un dato valore per non sovrastare il contributo stabilizzante dell'ala principale. Questo comporta che per garantire l'equilibrio e la stabilità statica, l'aletta canard dovrà avere un coefficiente di portanza più elevato dell'ala. La prima conseguenza è che all'aumentare dell'angolo di attacco la prima superficie a stallare sarà quella canard. Ciò impedisce un ulteriore aumento dell'angolo di attacco ed anzi una diminuzione dello stesso, dal momento che viene a mancare il bilanciamento al momento picchiante dell'ala principale.